# ジーゲル円板
数学、特に複素力学系に於けるジーゲル円板（ジーゲルえんばん、英: Siegel disc ）は、ファトゥ集合の連結成分であって、その挙動が無理回転と解析的に共役であるものを言う。数学者カール・ジーゲルの名に因む。

## 解説
リーマン面 {\displaystyle S} 上のある正則な自己準同型写像 {\displaystyle f:S\to S} が与えられるとき、{\displaystyle f^{n}=f\circ {\stackrel {\left(n\right)}{\cdots }}\circ f} で表される {\displaystyle f} の反復適用によって生成される力学系を考える。このとき、{\displaystyle z_{0}} の前進反復よりなる集合を {\displaystyle z_{0}} の軌道 {\displaystyle {\mathcal {O}}^{+}(z_{0})} と呼ぶ。ここでの興味は {\displaystyle S} 内の軌道（通常は複素平面 {\displaystyle \mathbb {C} } あるいはリーマン球面 {\displaystyle \mathbb {\hat {C}} =\mathbb {C} \cup \{\infty \}} の中で考える）の漸近挙動にあり、{\displaystyle S} は相平面(phase plane)あるいは「力学的平面」と呼ばれる。
ある点 {\displaystyle z_{0}} に対する漸近挙動としてあり得るものの一つは、不動点あるいはより一般に、周期点である。後者では、周期 {\displaystyle p} に対して {\displaystyle f^{p}(z_{0})=z_{0}} が成立し、特に {\displaystyle p=1} は {\displaystyle z_{0}} が不動点であることを意味する。すると軌道の「積」を {\displaystyle \rho =(f^{p})'(z_{0})} として定義することが出来、このことより周期軌道の分類が可能となる：{\displaystyle |\rho |<1} ならば「吸引的」（attracting）、{\displaystyle |\rho |=0} ならば「超吸引的」（superattracting）、{\displaystyle |\rho |>1} ならば「反発的」（repelling）、{\displaystyle \rho =1} ならば「中立的」（indifferent）と呼ばれる。中立的な周期軌道はさらに、ある {\displaystyle n\in \mathbb {Z} } に対して {\displaystyle \rho ^{n}=1} となるか、すべての {\displaystyle n\in \mathbb {Z} } に対して {\displaystyle \rho ^{n}\neq 1} であるかに依存して、それぞれ「有理中立」（rationally indifferent）および「無理中立」（irrationally indifferent）と呼ばれる。
ジーゲル円板は、ファトゥ成分の分類によると、ファトゥ集合の連結成分の一つであり、無理中立な周期点の周りにおいて生じ得る。ジーゲル円板は、{\displaystyle f} の挙動が複素円板の無理回転と解析的に共役であるような点に対応する。

## ギャラリー

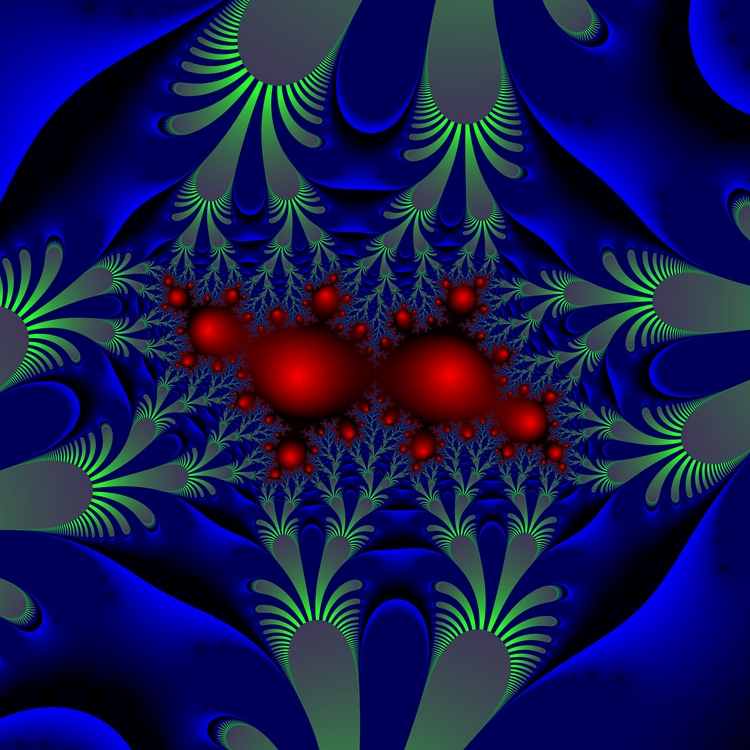
多項式類似写像に対するジーゲル円板
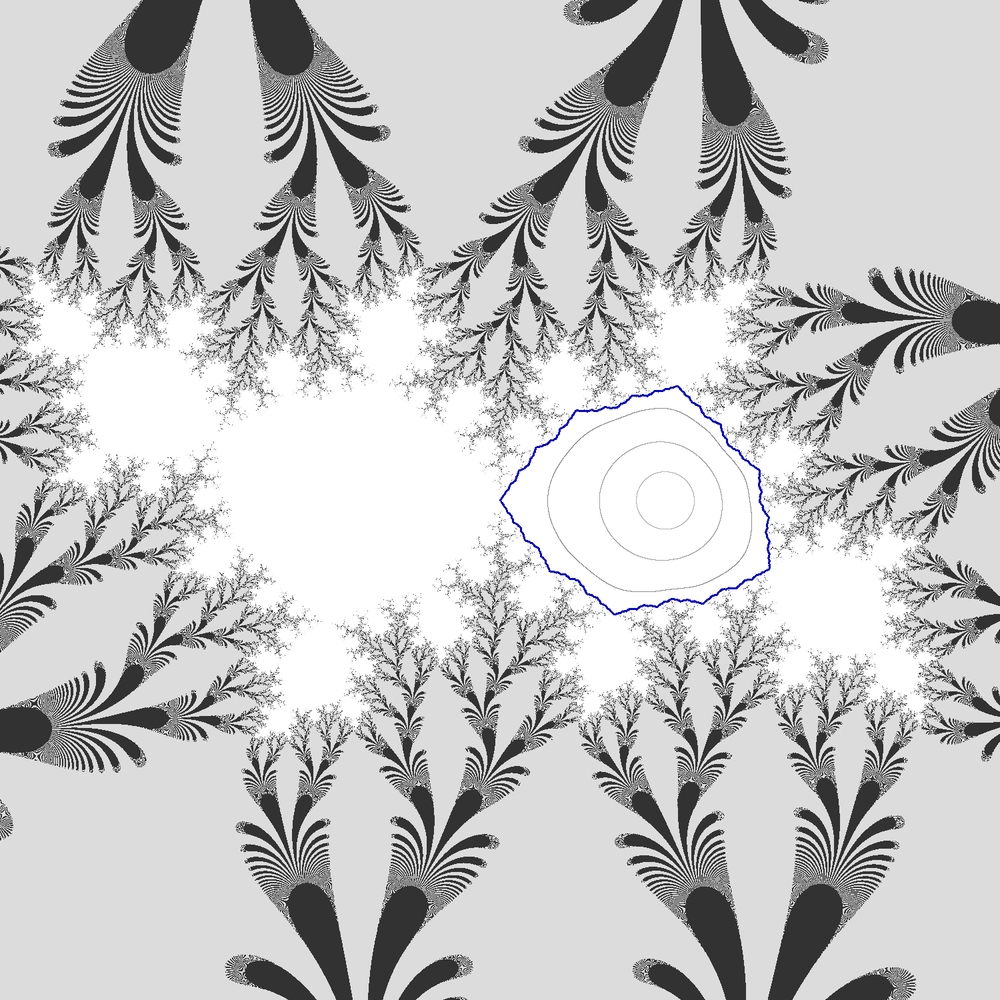
{\displaystyle a=15-15i} および黄金比 {\displaystyle \lambda } に対する {\displaystyle B(z)=\lambda a(e^{z/a}(z+1-a)+a-1)} のジュリア集合。ジーゲル円板の内側のいくつかの点の軌道が強調されている。
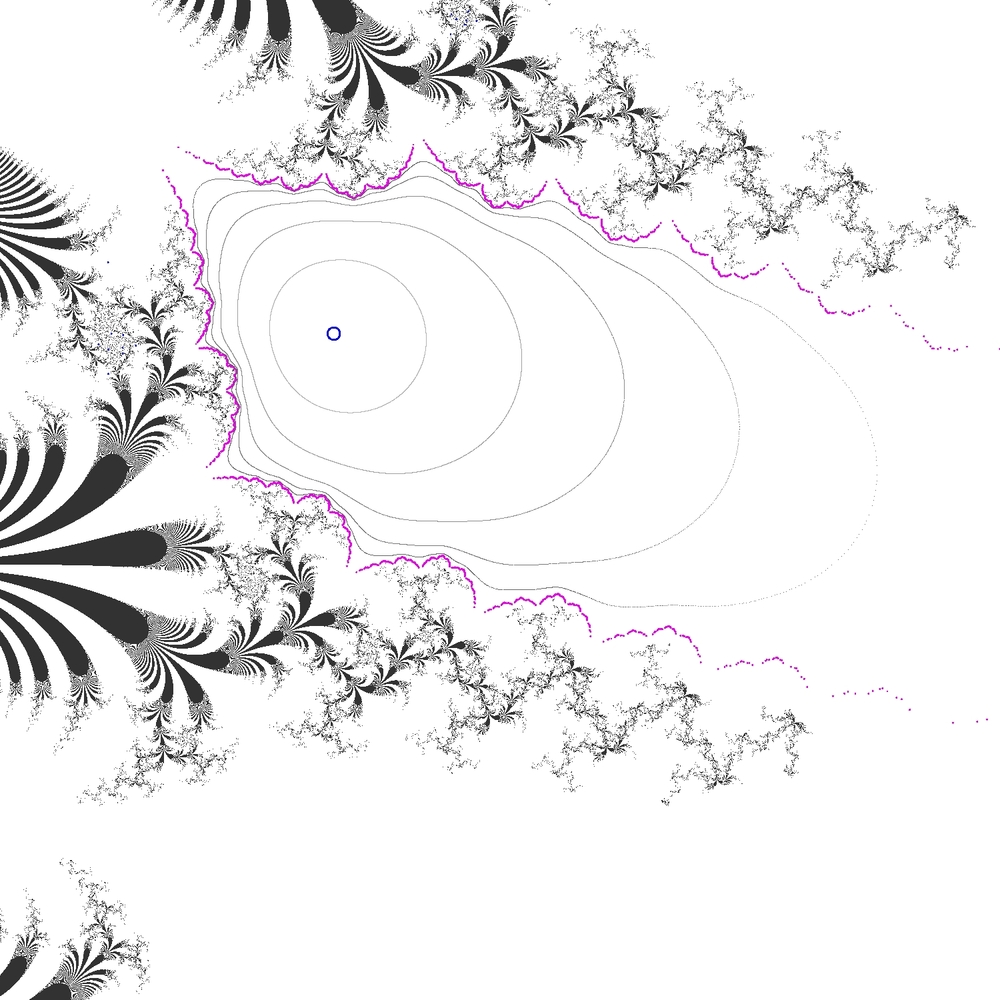
{\displaystyle a=-0.33258+0.10324i} および黄金比 {\displaystyle \lambda } に対する {\displaystyle B(z)=\lambda a(e^{z/a}(z+1-a)+a-1)} のジュリア集合。ジーゲル円板の内側のいくつかの点の軌道が強調されている。ジーゲル円板は非有界であるか、その境界が分解不能な連続体であるかのいずれかである[1]。
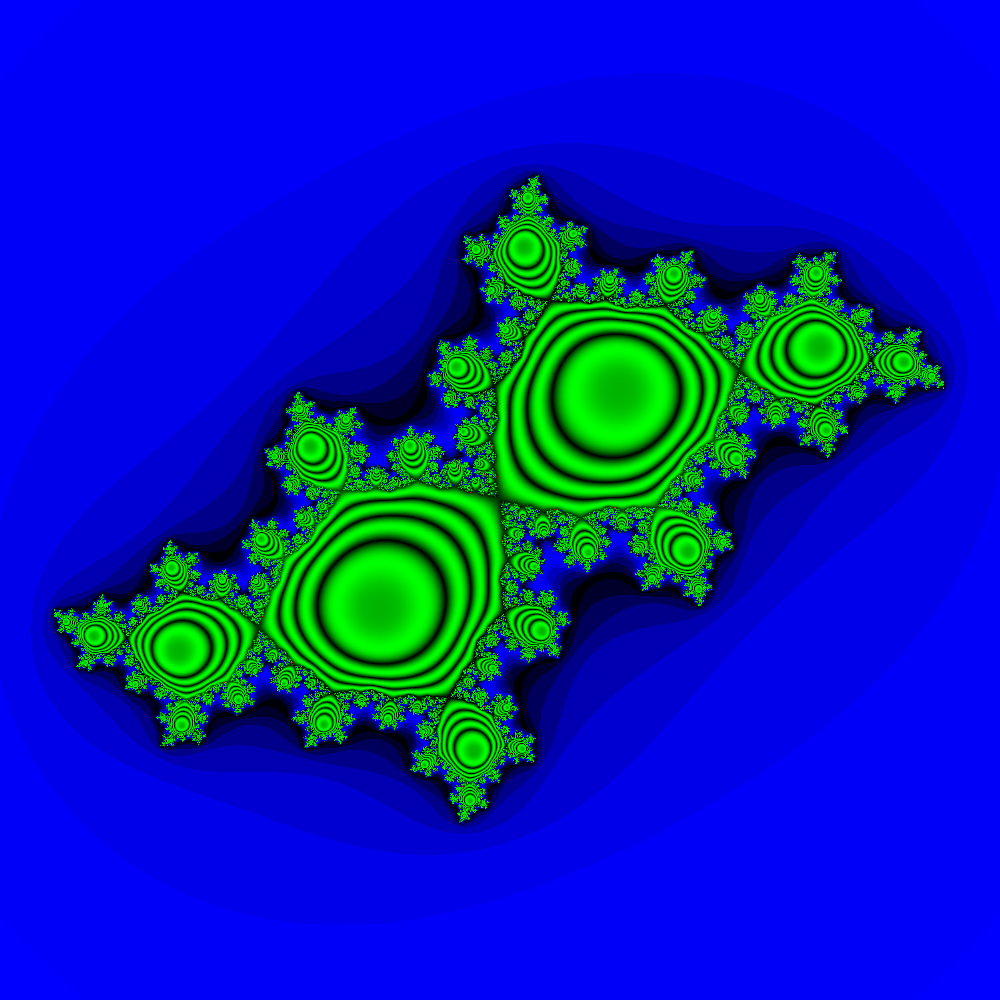
軌道上の平均離散速度 = abs( zn+1 − zn ) に比例する、内側が色づけされた黄金平均回転数に対する {\displaystyle f_{c}(z)=z^{2}+c} の充填ジュリア集合。ジーゲル円板は唯一つであり、その中の軌道の多くの原像があることに注意されたい。
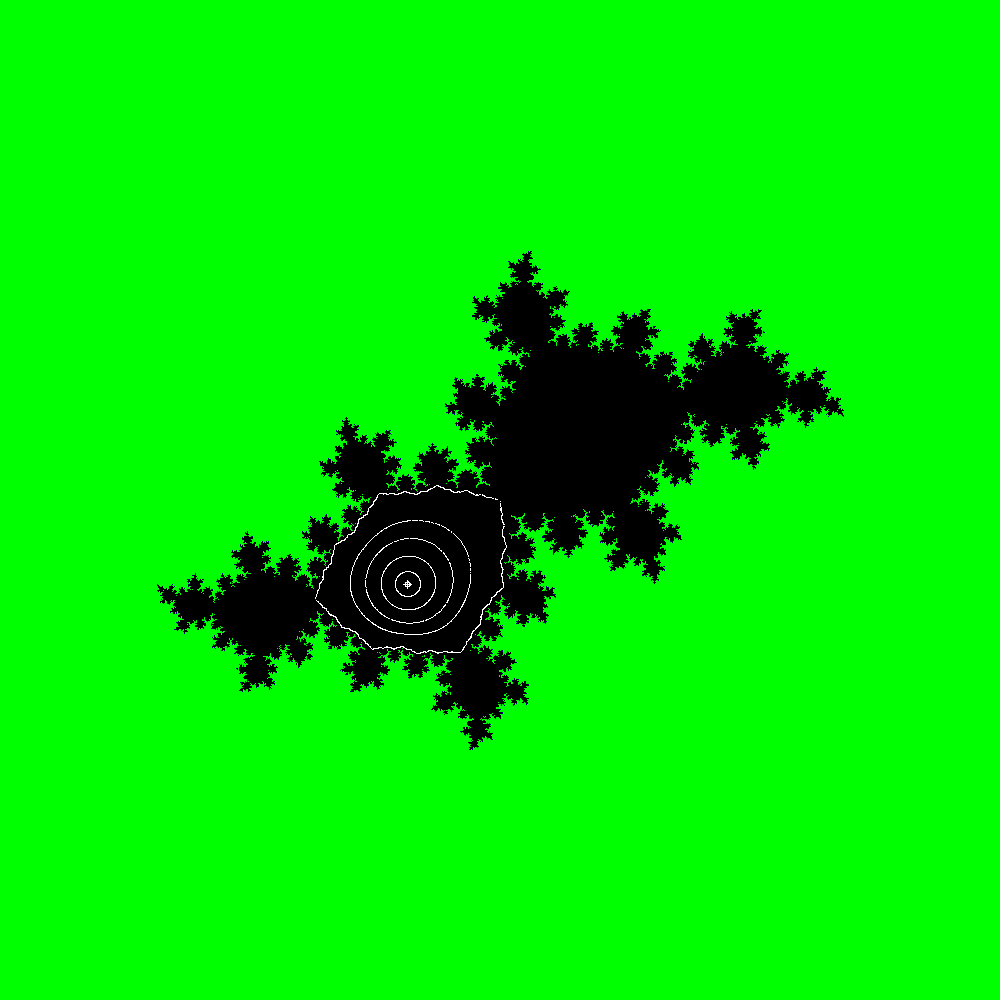
ジーゲル円板とその内側のいくつかの軌道を伴う、黄金平均回転数に対する {\displaystyle f_{c}(z)=z^{2}+c} の充填ジュリア集合。
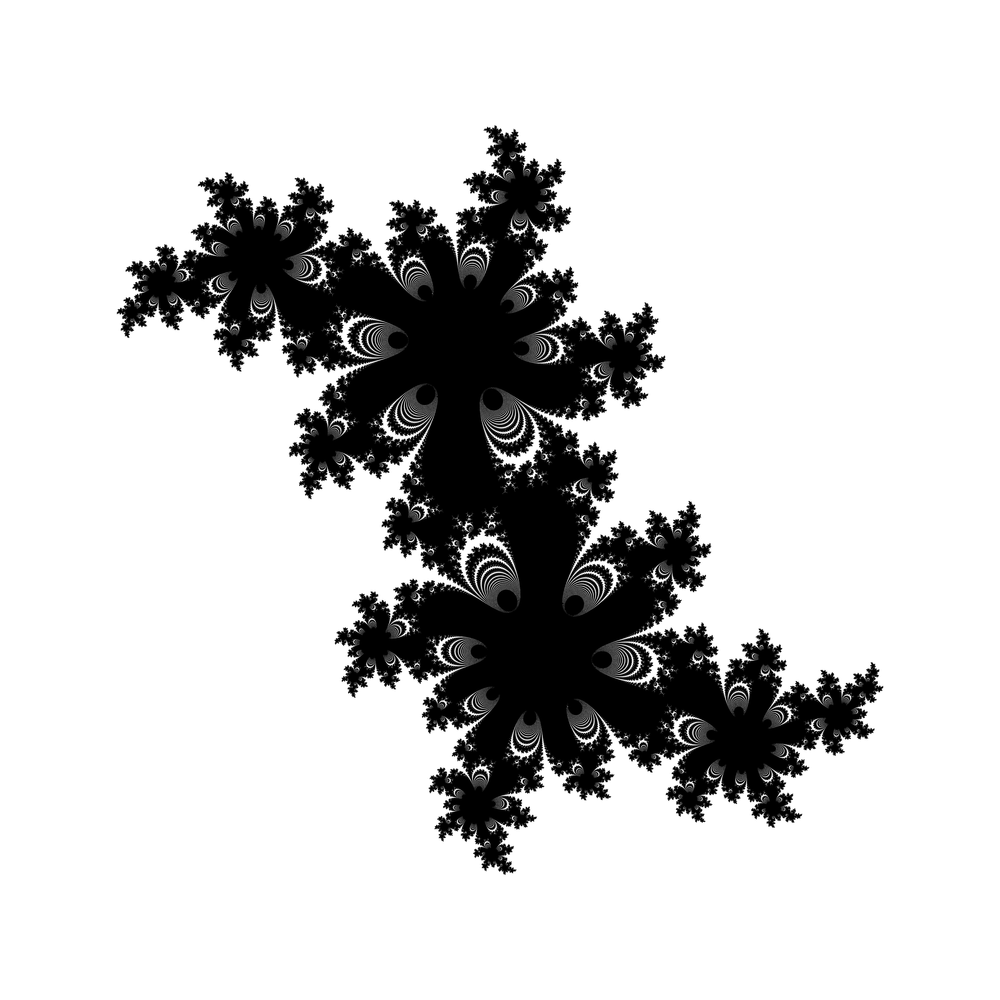
回転数 [3,2,1000,1...] に対するジーゲル円板を伴う二次多項式のジュリア集合。

## 正式な定義
{\displaystyle S} はリーマン面、{\displaystyle f:S\to S} は正則な自己準同型写像とし、U はそのファトゥ集合 {\displaystyle {\mathcal {F}}(f)} の連結成分とする。U が点 z0 の周りでの f のジーゲル円板であるとは、単位円板 {\displaystyle \mathbb {D} } に対する解析的な位相同型写像 {\displaystyle \phi :U\to \mathbb {D} } で、ある {\displaystyle \alpha \in \mathbb {R} \backslash \mathbb {Q} } に対して {\displaystyle \phi (f^{n}(\phi ^{-1}(z)))=e^{2\pi i\alpha }z} であり、かつ {\displaystyle \phi (z_{0})=0} であるようなものが存在することを言う。
ジーゲルの定理では、ある「強無理性条件」（ディオファントス条件）を満たす無理数に対するジーゲル円板の存在が示された。これにより、ファトゥ成分の分類に関してピエール・ファトゥが提唱していた未解決問題が解かれた。
後日、アレクサンドル・ブルーノはこの無理性に関する条件を改善し、ブルーノ数までその条件を弱めた。
これはファトゥ成分の分類による結果の一部である。